# Nagranie terenowe
Nagranie terenowe (ang. Field recording) – termin używany do formuły zbierania i nagrywania dźwięków poza studiem nagraniowym. Dotyczy on nagrań odgłosów natury (śpiew ptaków, deszcz, odgłosy morza) ale też zbioru dźwięków wytwarzanych przez cywilizację człowieka (ruch uliczny, bazary, restauracje, fabryki) czy odgłosy z życia społeczności (praca, uroczystości rodzinne, narodziny).

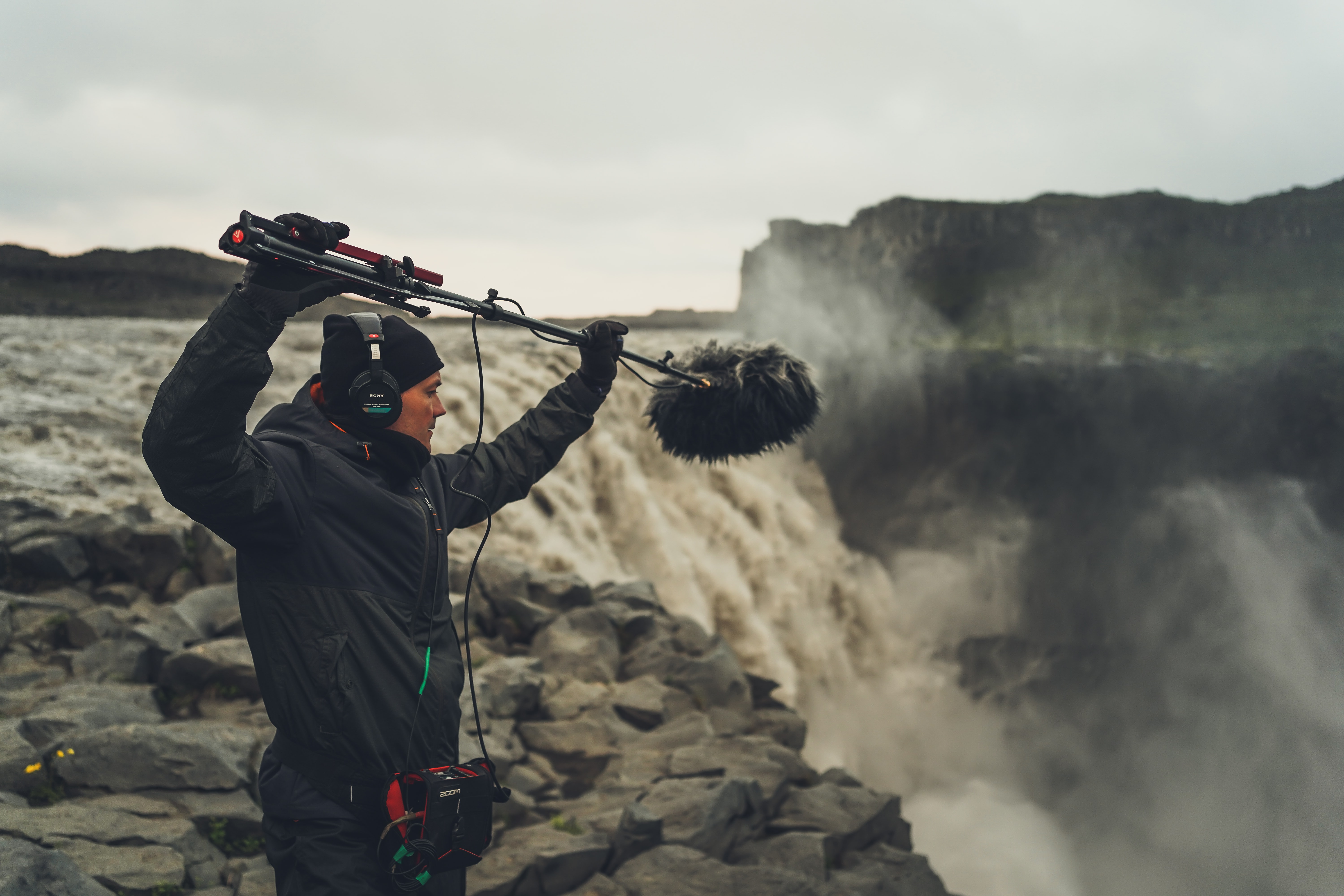
Osoba, w trakcie realizacji nagrania za pomocą specjalistycznego sprzętu.

Nagrania terenowe są szczególnie użytecznym narzędziem w ekologii muzyki oraz antropologii dźwięku, używane choćby jako materiał badawczy społecznego i kulturowego znaczenia przestrzeni akustycznych.
Znanymi autorami nagrań terenowych są między innymi Izabela Dłużyk czy Chris Watson.

## Historia
Ludwig Koch w latach 40. XX w wykorzystywał fonograf do nagrywania odgłosów ptaków. Wydawał tzw. książki dźwiękowe, w których ilustracje ptaków wzbogacone były ścieżką dźwiękową na płytach gramofonowych.
Alan Lomax w latach 1930-1960 przeprowadzał nagrania dźwiękowe w terenie – na ulicach, przy nadbrzeżach portów – rejestrując odgłosy pracy pucybuta, pracowników portowych.
W latach 60. Murray Schafer stworzył termin pejzaż dźwiękowy dla zbioru wszystkich naturalnych i nienaturalnych dźwięków pojawiających się w miejscu, gdzie powstaje nagranie terenowe.
Moda na nagrania terenowe poszerzyła ich tematykę o nagrywanie odgłosów pociągów, skrzypienia metalowych konstrukcji mostów, zgrzyt piły tartacznej, odgłos silników samolotu.

## Wykorzystanie
W erze kina dźwiękowego nagrania dźwięków natury w terenie zaczęły być wykorzystywane podczas pracy nad ścieżką dźwiękową do filmów i programów radiowych. Stanowiły także dokumentację do różnych prac badawczych – etnomuzykologicznych, ornitologicznych i innych. W latach 70. XX wieku popularne stały się nagrania fonograficzne, naturalne oraz przetworzone elektronicznie. Rozwój tej dziedziny związany był m.in. z rozwojem technicznym przenośnych urządzeń do nagrywania dźwięku. Na płytach długogrających, kasetach oraz CD ukazały się nagrania terenowe w serii Environments stworzone przez Irva Teibela w latach 1969-1979.